# Luca Badoer
Luca Badoer (Montebelluna, Italia; 25 de enero de 1971) es un expiloto de automovilismo italiano. En 1992 fue campeón de la Fórmula 3000 Internacional. Corrió en Fórmula 1 en los años 1993, 1995, 1996, 1999 y 2009, en BMS Scuderia Italia, Minardi, Forti Corse y Ferrari.

## Carrera
Antes de llegar a la Fórmula 1 corrió en el karting, donde fue campeón en Italia. Derrotó a Alex Zanardi en el campeonato de 1990 de Fórmula 3. En 1991 pudo ganar 4 carreras consecutivas, pero fue descalificado. En 1992 debutó en Fórmula 3000 Internacional, donde se coronó campeón.

### Fórmula 1
Sus comienzos en Fórmula 1 fueron en el equipo BMS Scuderia Italia en  1993. Iba a ser fichado por la escudería Bravo F1, pero dicha escudería desapareció.
Con la Scuderia Italia, con chasis y motor Lola-Ferrari, superó de manera consistente a su compañero, Michele Alboreto; aunque cuando Minardi compró el equipo, Alboreto fue el elegido para ocupar la segunda plaza. Badoer se convirtió en piloto de pruebas, y volvió a competir en 1995, cuando Alboreto se retiró. Sus mejores resultados en Minardi fueron dos octavos lugares en Canadá y Hungría, y un noveno puesto en Japón. En 1996 corrió en Forti Corse, equipo que desapareció tras la carrera 10. Regresó a Minardi en 1999 luego de estar fuera de la competición durante dos años. Durante ese tiempo fue el piloto de pruebas oficial para la Scuderia Ferrari. En su vuelta como piloto oficial, logró un octavo puesto en Imola como mejor resultado. Estuvo a punto de puntuar en Nürburging, pero su caja de cambios sufrió una avería cuando iba 4.º. Badoer lloró junto a su Minardi M01 roto tras lo sucedido.

#### Año 2000
En la temporada 2000, sin posibilidades de conseguir un asiento, volvió a Ferrari como piloto probador. A pesar de no disputar ninguna carrera en entre 1999 y 2009, contribuyó con su trabajo como probador a 7 títulos de Constructores para la Scuderia Ferrari: 2000, 2001, 2002, 2003, 2004, 2007 y 2008.

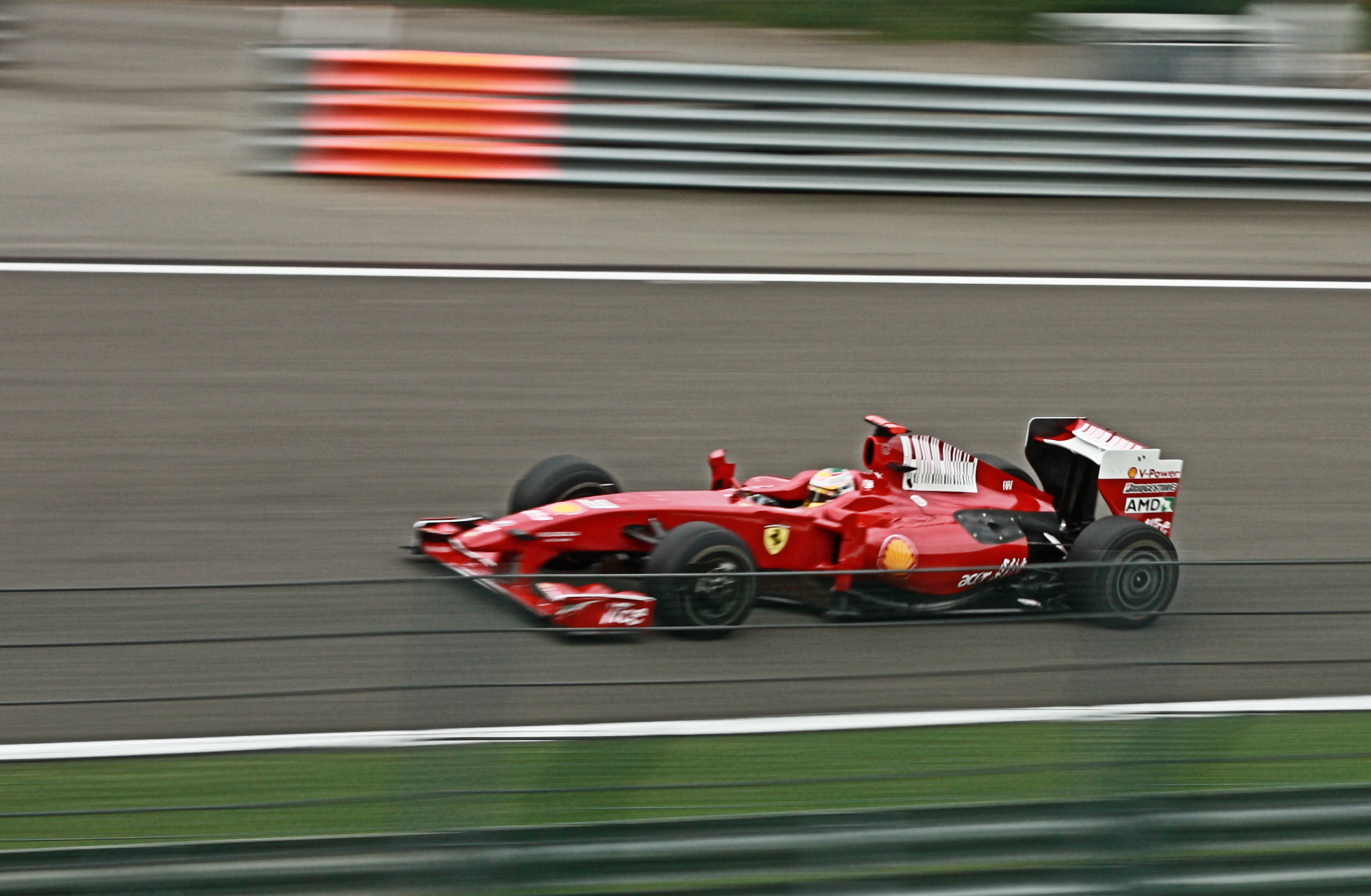
Badoer conduciendo el Ferrari F60 en el GP de Bélgica 2009.

#### Año 2009
2009 era su décima temporada seguida sin participar en el campeonato mundial, hasta que, ante el fuerte accidente de Felipe Massa en el Gran Premio de Hungría y la imposibilidad de ser sustituido por Michael Schumacher debido a unos dolores en el cuello del alemán como consecuencia de una caída de moto, Badoer fue elegido para pilotar el Ferrari F60 en el Gran Premio de Europa junto al finlandés Kimi Räikkönen. En su primera carrera como piloto de Ferrari, no pudo lograr mejor resultado que 20.º en la parrilla de salida y 17.º en carrera, por delante del último de la carrera, que fue Kazuki Nakajima. Además, Luca fue sancionado 4 veces en entrenamientos y durante la carrera del Gran Premio de Europa por pisar la línea del «pit lane». En el siguiente Gran Premio, el de Bélgica, Badoer no consiguió mejorar sus prestaciones y volvió a ser último en la clasificatoria, en la que chocó contra las protecciones. Y en la carrera, no avanza posiciones, y termina 14.º y último. El 3 de septiembre, se confirmó que Giancarlo Fisichella ocuparía el lugar de Luca para los 5 GGPP que faltaban de la temporada, tras lo cual volvería a ocupar su puesto como piloto de pruebas de la escudería. Incluso Michael Schumacher consideró que era el mejor probador de la Fórmula 1 y que parte de sus éxitos llegaron gracias a su trabajo en los circuitos de pruebas, aunque la prohibición de las pruebas durante la temporada y el hecho de que Ferrari firmase a Giancarlo Fisichella como probador, una vez finalizado el campeonato, ha disminuido su importancia en el desarrollo del monoplaza y en el equipo. Al acabar la Temporada 2010 de Fórmula 1, decidió abandonar su puesto en el equipo.
En la actualidad sigue siendo el piloto que más Grandes Premios ha disputado en Fórmula 1 (51) sin lograr puntuar jamás en ninguno de ellos. Además tiene un récord, compartido con el neerlandés Jan Lammers, consistente en regresar a la Fórmula 1 después de 10 años sin correr en dicha competición.

## Vida personal
Su hijo Brando también es piloto y en 2025 correrá en el Campeonato de Fórmula 3 de la FIA y es integrante del Programa de desarrollo de pilotos de McLaren desde 2024.

## Resultados

### Fórmula 3000 Internacional
(Clave) (negrita indica pole position) (cursiva indica vuelta rápida)

| Año  | Escudería           | 1     | 2     | 3     | 4     | 5     | 6     | 7       | 8     | 9     | 10      | Pos. | Puntos |
| ---- | ------------------- | ----- | ----- | ----- | ----- | ----- | ----- | ------- | ----- | ----- | ------- | ---- | ------ |
| 1992 | Crypton Engineering | SIL 5 | PAU 6 | CAT 6 | PER 1 | HOC 1 | NÜR 1 | SPA Ret | ALB 2 | NOG 1 | MAG Ret | 1.º  | 46     |

### Fórmula 1
(Clave) (negrita indica pole position) (cursiva indica vuelta rápida)

| Año     | Escudería                 | 1       | 2       | 3       | 4       | 5       | 6       | 7       | 8       | 9       | 10      | 11      | 12      | 13      | 14      | 15      | 16      | 17      | Pos. | Puntos |
| ------- | ------------------------- | ------- | ------- | ------- | ------- | ------- | ------- | ------- | ------- | ------- | ------- | ------- | ------- | ------- | ------- | ------- | ------- | ------- | ---- | ------ |
| 1993    | Lola BMS Scuderia Italia  | RSA Ret | BRA 12  | EUR DNQ | SMR 7   | ESP Ret | MON DNQ | CAN 15  | FRA Ret | GBR Ret | GER Ret | HUN Ret | BEL 13  | ITA 10  | POR 14  | JPN     | AUS     |         | NC   | 0      |
| 1995    | Minardi Scuderia Italia   | BRA Ret | ARG DNS | SMR 14  | ESP Ret | MON Ret | CAN 8   | FRA 13  | GBR 10  | GER Ret | HUN 8   | BEL Ret | ITA Ret | POR 14  | EUR 11  | PAC 15  | JPN 9   | AUS DNS | NC   | 0      |
| 1996    | Forti Grand Prix          | AUS DNQ | BRA 11  | ARG Ret | EUR DNQ | SMR 10  | MON Ret | ESP DNQ | CAN Ret | FRA Ret | GBR DNQ | GER     | HUN     | BEL     | ITA     | POR     | JPN     |         | NC   | 0      |
| 1999    | Fondmetal Minardi Ford    | AUS Ret | BRA     | SMR 8   | MON Ret | ESP Ret | CAN 10  | FRA 10  | GBR Ret | AUT 13  | GER 10  | HUN 14  | BEL Ret | ITA Ret | EUR Ret | MYS Ret | JPN Ret |         | NC   | 0      |
| 2009    | Scuderia Ferrari Marlboro | AUS     | MYS     | CHN     | BHR     | ESP     | MON     | TUR     | GBR     | GER     | HUN     | EUR 17  | BEL 14  | ITA     | SIN     | JPN     | BRA     | ABU     | 25.º | 0      |
| Fuente: |                           |         |         |         |         |         |         |         |         |         |         |         |         |         |         |         |         |         |      |        |